# Gmina Gorenja vas-Poljane
Gmina Gorenja vas-Poljane (słoweń.: Občina Gorenja vas-Poljane) – gmina w Słowenii. W 2002 roku liczyła 6900 mieszkańców.

## Miejscowości
Miejscowości wchodzące w skład gminy Gorenja vas-Poljane:

- Bačne
- Brebovnica
- Bukov Vrh
- Čabrače
- Četena Ravan
- Debeni
- Delnice
- Dobje
- Dobravšce
- Dolenčice
- Dolenja Dobrava
- Dolenja Ravan
- Dolenja Žetina
- Dolenje Brdo
- Dolge Njive
- Fužine
- Goli Vrh
- Gorenja Dobrava
- Gorenja Ravan
- Gorenja vas – siedziba gminy
- Gorenja Žetina
- Gorenje Brdo
- Hlavče Njive
- Hobovše pri Stari Oselici
- Hotavlje
- Hotovlja
- Jarčje Brdo
- Javorje
- Javorjev Dol
- Jazbine
- Jelovica
- Kladje
- Kopačnica
- Kremenik
- Krivo Brdo
- Krnice pri Novakih
- Lajše
- Laniše
- Laze
- Leskovica
- Lom nad Volčo
- Lovsko Brdo
- Lučine
- Malenski Vrh
- Mlaka nad Lušo
- Murave
- Nova Oselica
- Podgora
- Podjelovo Brdo
- Podobeno
- Podvrh
- Poljane nad Škofjo Loko – siedziba gminy
- Predmost
- Prelesje
- Robidnica
- Smoldno
- Sovodenj
- Srednja vas-Poljane
- Srednje Brdo
- Stara Oselica
- Studor
- Suša
- Todraž
- Trebija
- Vinharje
- Volaka
- Volča
- Zadobje
- Zakobiljek
- Zapreval
- Žabja vas
- Žirovski Vrh Svetega Antona
- Žirovski Vrh Svetega Urbana